# Автозавод (зупинний пункт)
Автозавод — пасажирський залізничний зупинний пункт Рівненської дирекції Львівської залізниці на лінії Підзамче — Ківерці між станціями Луцьк (2 км) та Гнідава (8 км). Розташований на південному заході Луцька Волинської області, поблизу Луцький автомобільний завод та Луцьке АТП 10754.

## Пасажирське сполучення

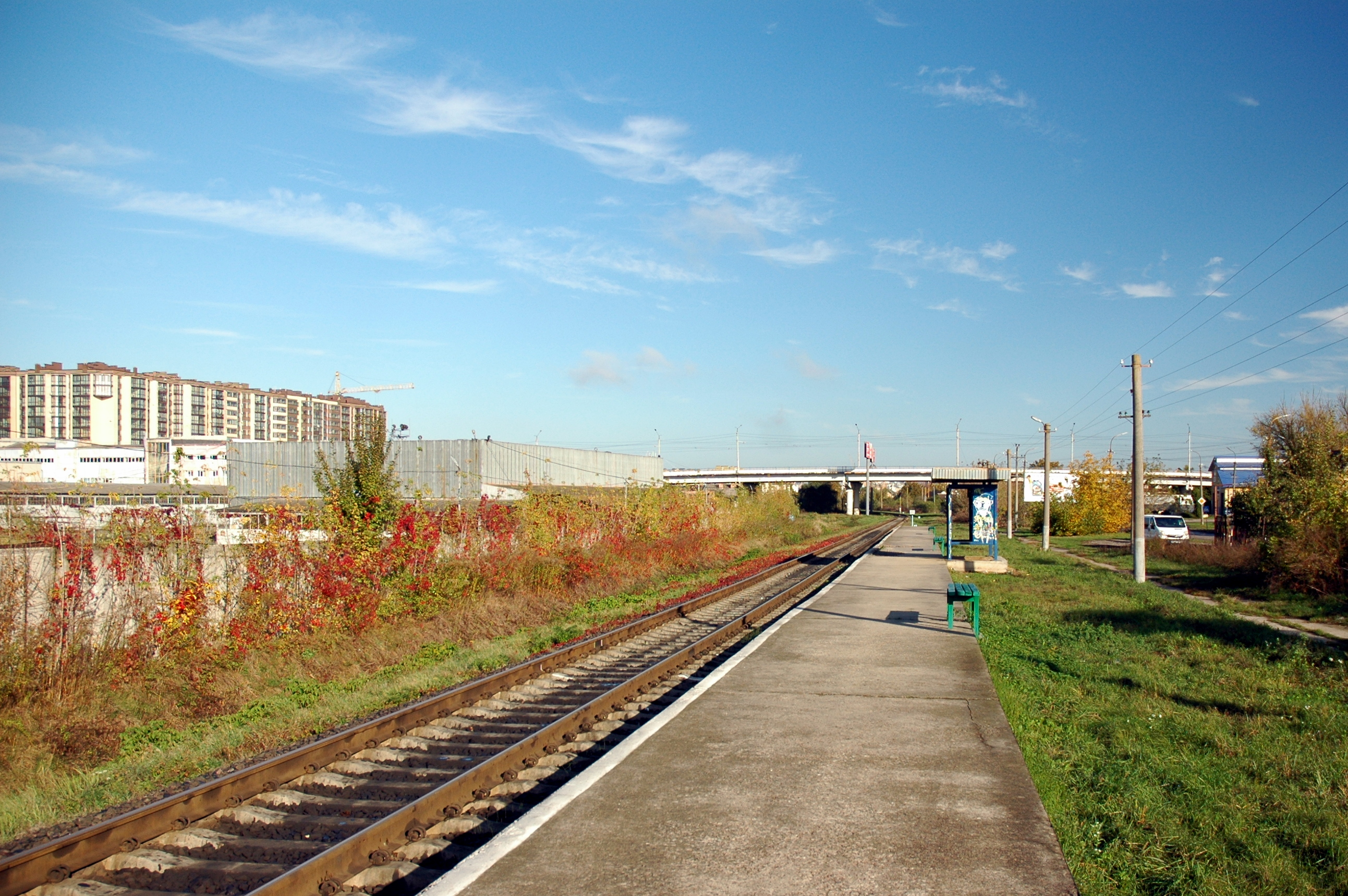
Платформа Автозавод (2025)

На платформі Автозавод зупиняються приміські поїзди сполученням Ківерці — Горохів та Ківерці — Стоянів / Радехів